# Morschwiller-le-Bas
Morschwiller-le-Bas /mɔʀʃvilɛʀ.lə.ba/ là một xã ở tỉnh Haut-Rhin trong vùng Grand Est ở đông bắc Pháp. Xã này có diện tích 7,55 km², dân số năm 1999 là 3114 người. Khu vực này có độ cao 265 mét trên mực nước biển.